# ソニー・ホンダモビリティ
ソニー・ホンダモビリティ株式会社（英: Sony Honda Mobility Inc.）は、自動車ブランド「AFEELA（アフィーラ）」を展開する日本の自動車メーカー。
ソニーグループと本田技研工業の折半出資で設立された。

## 概要
自動車メーカーであるホンダと電機やエンタメ事業を手掛けるコングロマリットであるソニーの合弁会社である。高付加価値の電気自動車とそのモビリティーサービスの提供を行う。
2022年10月13日、2025年より先行販売を開始し2026年春より北米でデリバリーを開始することや、日本では同年後半以降よりデリバリーを始めると発表した。
生産は北米のホンダ工場で行う。
2023年1月4日（日本時間1月5日）、アメリカ・ラスベガスで開催された家電見本市であるCES 2023にて、初の自動車のブランド「AFEELA」（アフィーラ）を発表し開発した電気自動車のプロトタイプを公開した。

## 設立背景
2010年代、三菱自動車や日産自動車は世界初の量産BEVを発売したが、販売台数は伸び悩んだ。
その為、日本の自動車メーカーの中ではEVの普及はまだ先であるという考えがあった。
しかしながら、2019年頃から米TeslaのEV販売が躍進しEUでは従来のエンジン車の販売を禁止する機運が高まった。
ホンダはデジタル分野で優れたhonda eを発売するも車としての航続距離の短さから販売台数が振るわず、その潮流に乗り遅れてしまった。
一方でソニーは、オーストリアのマグナシュタイヤと共に、Vison-Sと呼ばれる次世代モビリティの開発を進めていた。
このVision-Sとhonda eのコンセプトは似ていた。
両者は共に次世代モビリティの勉強会を開くようになり、2021年にホンダ側から合弁会社の設立を提案した。
ソニー側もEVの生産先を探していたが他社とも協業に向けて協議を続けていたもののすべて立ち消えていた。
そのためこれを承諾し、2022年にソニー・ホンダモビリティが誕生した。

## 沿革
- 2022年
  - 3月4日 - ソニーグループとホンダは、モビリティ分野における戦略的な提携に向けた協議・検討を進めることで基本合意したと発表[11]。
  - 4月1日 - ソニーグループが単独で「ソニーモビリティ株式会社」を設立[12]。
  - 6月16日 -  ソニーグループとホンダは、モビリティ事業を行う新会社の設立に関する合弁契約書を締結したと発表[3][4]。
  - 9月28日 - 「ソニー・ホンダモビリティ株式会社」の設立が完了したと発表[13]。
- 2023年1月4日 - ブランド名である「AFEELA（アフィーラ）」を発表し、合わせてプロトタイプを初公開[14]。
- 2024年1月8日 - ソニー・インタラクティブエンタテインメント子会社であり、グランツーリスモシリーズで知られるポリフォニー・デジタルとの協業を発表。また、グランツーリスモ7のアップデートで「AFEELA Prototype 2024」が収録予定であることも発表された。[15]
  - 4月25日 - グランツーリスモ7にアップデートで「AFEELA Prototype 2024」が収録。[16]

## 車種

### プロトタイプ
ソニー単独時代に開発を進め、CES 2020で発表した「Vision-S」（2022年に「Vision-S 01」に改称）の後継モデルとして、2023年1月4日に発表されたモデルである。
Vision-Sとほぼ同じくEセグメントサイズの大型セダンとなっている。
2025年春に北米で受注開始予定。北米の工場で生産を開始し、2026年に北米での発売を目指している。
車内外に45個のカメラやセンサーを装備するほか、毎秒800兆回の演算能力を持つクアルコムの「Snapdragon Digital Chassis」を制御装置として搭載する。
また、ソニーが出資するアメリカのEpic Gamesとの共同開発により、車内でゲームをプレイすることができる。

### ソニー単独時代のプロトタイプ
ソニー単独での開発が行われたプロトタイプとしてセダンモデルの「VISION-S 01」とSUVモデルの「VISION-S 02」が存在する。